# Juncus acutus
Juncus acutus é uma espécie de planta com flor pertencente à família Juncaceae. 
A autoridade científica da espécie é L., tendo sido publicada em Species Plantarum 1: 325. 1753.
O seu nome comum é junco-agudo.

## Portugal
Trata-se de uma espécie presente no território português, nomeadamente os seguintes táxones infraespecíficos:
- Juncus acutus subsp. acutus - presente em Portugal Continental e no Arquipélago da Madeira. Em termos de naturalidade é nativa das duas regiões atrás referidas. Não se encontra protegida por legislação portuguesa ou da Comunidade Europeia.
- Juncus acutus  subsp. leopoldii - presente em Portugal Continental, no Arquipélago dos Açores e no Arquipélago da Madeira. Em termos de naturalidade é introduzida em Portugal Continental e nativa do Arquipélago dos Açores e do Arquipélago da Madeira. Não se encontra protegida por legislação portuguesa ou da Comunidade Europeia.